# Ruslan Ivanov
Ruslan Ivanov (russisch Руслан Иванов; * 18. Dezember 1973 in Chișinău) ist ein ehemaliger moldauischer Radrennfahrer.

## Werdegang
Ruslan Ivanov begann seine Karriere 1998 beim Team Brescialat-Liquigas, nachdem er im Jahr zuvor durch einen 3. Platz in der Gesamtwertung des Giro Ciclistico d’Italia, des Giro d’Italia für Nachwuchsfahrer, auf sich aufmerksam gemacht hatte. In seinem ersten Jahr als Profi wurde er moldauischer Meister im Straßenrennen und im Einzelzeitfahren und gewann außerdem das Paarzeitfahren Grand Prix d’Europa. Zur Saison 2000 wechselte er zu der Mannschaft Amica Chips-Tacconi Sport, für die er das italienische Eintagesrennen Giro di Toscana und wiederum die nationale Meisterschaft im Straßenrennen gewinnen konnte.
Nach nur einem Jahr wechselte er zur Mannschaft Alessio, wo er seine erfolgreichste Zeit verbringen sollte. In seinem ersten Jahr dort gewann er die Gesamtwertung sowie zwei Etappen bei der Settimana Internazionale di Coppi e Bartali. Außerdem sicherte er sich 2001 noch jeweils einen Etappensieg bei der Regio-Tour und beim Giro del Trentino und konnte diese seine bislang erfolgreichste Saison knapp außerhalb der 100 bestplatzierten Fahrer der UCI-Weltrangliste beenden. In den nächsten drei Jahren bei Alessio gewann Ivanov den Grand Prix di Lugano, zwei Etappen bei der Settimana Internazionale di Coppi e Bartali und jeweils ein Teilstück bei der Settimana Ciclistica Lombarda, der Ruta del Sol, der Brixia Tour und dem Giro d’Abruzzo.
2005 schließlich ging er für das ProTour-Team Domina Vacanze an den Start, konnte jedoch außer dem 3. Platz bei Veenendaal-Veenendaal keine nennenswerten Ergebnisse einfahren. Nachdem sich Domina Vacanze aufgelöst hatte, fand er keine professionelle Mannschaft für die folgende Saison und verbrachte diese bei den Amateuren.
In der Saison 2007 verweilte Ivanov zum polnischen Continental Team Amore & Vita-McDonald’s und seit Beginn der Saison 2008 fuhr er für das venezolanische Professional Continental Team Serramenti PVC Diquigiovanni-Androni Giocattoli, in dessen Trikot er den Sieg in der Gesamtwertung der Tour de Langkawi für sich verbuchen konnte. Für 2009 allerdings erhielt er keinen Vertrag mehr bei dieser Mannschaft. Stattdessen unterschrieb er am 1. Juli 2009 einen Vertrag beim ungarischen Continental Team Betonexpressz 2000-Limonta für die zweite Hälfte der Saison 2009 und die Saison 2010.

## Erfolge
1996
- eine Etappe Bulgarien-Rundfahrt
- Gesamtwertung Cinturón a Mallorca

1997
- Moldauischer Meister im Straßenrennen
- Moldauischer Meister im Einzelzeitfahren

1998
- Moldauischer Meister im Straßenrennen
- Moldauischer Meister im Einzelzeitfahren
- Grand Prix d’Europa (mit Massimo Cigana)

2000
- Giro di Toscana
- Bergwertung Setmana Catalana de Ciclisme
- Moldauischer Meister im Straßenrennen

2001
- Gesamtwertung und zwei Etappen Settimana Internazionale di Coppi e Bartali
- eine Etappe Giro del Trentino
- eine Etappe Regio-Tour

2002
- Grand Prix di Lugano
- eine Etappe Settimana Internazionale di Coppi e Bartali
- eine Etappe Settimana Ciclistica Lombarda

2003
- eine Etappe Ruta del Sol
- eine Etappe Settimana Internazionale di Coppi e Bartali
- eine Etappe Giro d’Abruzzo
- eine Etappe Brixia Tour

2008
- Gesamtwertung Tour de Langkawi

## Teams
- 1998 Brescialat-Liqugas
- 1999 Liquigas-Pata
- 2000 Amica Chips-Tacconi Sport
- 2001 Alessio
- 2002 Alessio
- 2003 Alessio
- 2004 Alessio-Bianchi
- 2005 Domina Vacanze
- 2007 Amore & Vita-McDonald’s
- 2008 Serramenti PVC Diquigiovanni-Androni Giocattoli (ab 01.07.)
- 2009 Betonexpressz 2000-Limonta
- 2010 Tecnofilm-Betonexpressz 2000